# Hitsugi no Chaika
Hitsugi no Chaika (яп. 棺姫のチャイカ Хицуги но Тяйка, букв.«Принцесса гроба(вариант: с гробом) Чайка») — японская серия лайт-новел, написанная Итиро Сакаки. Серия была также адаптирована в виде манги, а в апреле 2014 была выпущена первая серия первого сезона аниме-сериала. Второй сезон стартовал в октябре того же года.

## Сюжет
Молодой безработный диверсант Тору Акура встречает странную девушку, носящую за спиной гроб. Она представляется как Чайка Трабант, и предлагает Тору и его сестре Акари работу — отыскать и украсть останки Императора Газа, правившего 500 лет и развязавшего войну, у восьми героев.

## Персонажи
Тору Акура (яп. トール・アキュラ То:ру Акюра) — молодой диверсант, чьи навыки после окончания войны оказались невостребованы. В начале, живёт в деревне Акура вместе с сестрой. Владеет способностью «Трансформация железной крови». Неравнодушен к белой Чайке, старается её защитить. В конце ради неё заключает договор с Фредерикой и отправляется сражаться с Императором Газом.
20 лет.
Чайка Трабант (яп. チャイカ・トラバント Тяйка Торабанто) — девушка, носящая за спиной гроб и владеющая силой Визарда. Как и все Чайки, утверждает, что является принцессой древней империи Газ, дочерью императора Артура Газа. Использует ганд (магический посох или, шире, магическое устройство) в виде магической винтовки.
14 лет.
Акари Акура (яп. アカリ・アキュラ Акари Акюра) — неродная сестра Тору, также обладает способностью «Трансформация железной крови». Ревнует своего братца к Белой чайке. Сильна в бою. Оружие — молот.
17 лет.
Фредерика (яп. フレドリカ  Фуредорика) — драгун, принадлежавшая Доминике Шкода. После её смерти окружила себя её образами. Проиграла Тору и Акари в битве и отправилась с ними искать останки.
Лада Нива — живой ганд Артура Газа, созданный из частей различных фейл. В обычном состоянии девушка, в боевом - сливается с хозяином и предстает в виде огромной винтовки поразительной мощности. С её помощью Артур Газ убил демиурга этого мира (по сюжету ранобе).
Альберик Жилетт (яп. アルベリック・ジレット Аруберикку Джиретто) — дворянин, представитель Климана – бюро по устранению последствий войны. Командир отряда Жилетта, ведущего преследование Чайки и её сообщников. Имеет благородный нрав, всегда действуют по правилам.
Николай Автотор (яп. ニコライ・アフトトル Николай Афтотору) — мужчина средних лет, наёмник из отряда Жилетта.
Маттеус Каллауэй (яп. マテウス・キャラウェイ Матеус Калавэй) — маг из отряда Жилетта. Использует ганд в виде магической винтовки, способен управлять волей живых существ.
Леонардо Штора (яп. レオナルド・ストーラ Реонарудо Стора) — искусственно созданный зверо-человек. Имеет кошачьи ушки, хвост и клыки. Является разведчиком отряда Жилетта.
Виви Холопайнен (яп. ヴィヴィ・ホロパイネン Виви Холопайнен) — убийца-лазутчик из отряда Жилета. Использует иглы как оружие. Влюблена в Альберика Жилетта.
Предположительно 14 лет.
Зита Брусаско (яп. ズィータ・ブルザスコ Зита Бурузаско) — убийца-наёмник и по совместительству водитель машины из отряда Жилетта. Владеет магией, использует ганд в виде магической винтовки. Имеет спокойный, добрый нрав. Предположительно влюблена в Альберика Жилетта, но поддерживает Виви в её чувствах к командиру.
Ги — посланник бога. информирует отряды, ищущие останки. Не имеет материального тела, которому можно нанести урон. Однажды был временно уничтожен чайкой с помощью Лады Нивы.